# Una confidenza di Maigret
Una confidenza di Maigret (titolo originale francese Une confidence de Maigret, pubblicato in traduzione italiana anche col titolo Maigret si confida) è un romanzo di Georges Simenon con protagonista il commissario Maigret.
Il romanzo è stato scritto dal 26 aprile al 3 maggio 1959 in Svizzera, in un periodo particolarmente turbolento nella vita di Simenon: lo scrittore era infatti alle prese con il divorzio dalla seconda moglie, Denyse Ouimet. Il romanzo è stato pubblicato per la prima volta nel settembre dello stesso anno in Francia, presso l'editore Presses de la Cité.
È il cinquantaquattresimo romanzo dedicato al celebre commissario.

## Trama
Le cene a casa dei coniugi Pardon sono una delle pochissime occasioni mondane che Maigret e signora si concedono. Durante una di queste il dottor Pardon, medico condotto, riceve diverse telefonate che lo spingono a rimpiangere di aver scelto il mestiere di medico. Il commissario amico del medico, comincia un lungo racconto su un caso che lo ha portato agli stessi rimpianti.
Il caso Josset aveva avuto una fortissima attenzione presso i media parigini. Maigret si era mosso come al solito, cercando, nel suo personale interrogatorio nei confronti di Josset, di trovare ciò che non era presente sui verbali già scritti dai colleghi che avevano precedentemente interrogato l'indagato. I giornali, e qualche informatore degli stessi, tuonano contro Josset, indicandolo come l'autore del delitto. Il giudice Comelieu, eterno antagonista del metodo Maigret, fa pressioni sul commissario perché l'indagine si chiuda in fretta, per passare il caso alla procura, dove, Maigret lo sa già, finirà come tutti si aspettano. Il commissario rivive nel suo racconto i momenti di un'indagine che nei suoi pensieri (e molto probabilmente anche nei fatti) avrebbe potuto prendere un'altra piega.

## Edizioni
Il romanzo è stato pubblicato per la prima volta presso l'editore Presses de la Cité nel 1959.
In Italia è apparso per la prima volta nel 1961, tradotto da Elena Cantini e pubblicato da Mondadori nella collana "Romanzi di Simenon" (n° 167). Sempre per lo stesso editore è stato ripubblicato in altre collane o raccolte tra gli anni sessanta e novanta (dal 1992 nella traduzione di Emanuela Fubini). Nel 2007 il romanzo è stato pubblicato presso Adelphi, con il titolo Maigret si confida, tradotto da Margherita Belardetti, nella collana dedicata al commissario (parte de "gli Adelphi", al n° 311).

## Film e televisione
Due sono gli adattamenti del romanzo per la televisione:
- Episodio dal titolo A Man Condemned, facente parte della serie televisiva Maigret, trasmesso per la prima volta sulla BBC il 29 ottobre 1963, con Rupert Davies nel ruolo del commissario Maigret.
- Episodio dal titolo Une confidence de Maigret, facente parte della serie televisiva Les enquêtes du commissaire Maigret per la regia di Yves Allégret, trasmesso per la prima volta su Antenne 2 il 30 maggio 1981, con Jean Richard nel ruolo del commissario Maigret.